# Björketorp
Björketorp is een plaats in de gemeente Mark in het landschap Västergötland en de provincie Västra Götalands län in Zweden. De plaats heeft 438 inwoners (2005) en een oppervlakte van 61 hectare.

## Verkeer en vervoer
Bij de plaats loopt de Riksväg 41.
De plaats heeft een station aan de spoorlijn Borås - Varberg.